# WTA New Jersey 1983
Il WTA New Jersey 1983 è stato un torneo di tennis giocato sul cemento. È stata la 6ª edizione del torneo, che fa parte del Virginia Slims World Championship Series 1983. Si è giocato a Mahwah negli USA dal 22 al 28 agosto 1983.

## Campionesse

### Singolare
Jo Durie ha battuto in finale  Hana Mandlíková con il punteggio di 2–6, 7–5, 6–4

### Doppio
Jo Durie /  Sharon Walsh hanno battuto in finale  Rosalyn Fairbank /   Candy Reynolds con il punteggio di 4–6, 7–5, 6–3